# Вольный, Сергей Александрович
Сергей Александрович Вольный (Шистеров) (род. 12 марта 1963 года в г. Воскресенск Московской области) — российский автор и исполнитель эстрадного жанра и постшансона, участник международных шансон-фестивалей.

## Биография
Отец — Шистеров Александр Иванович, учитель истории, мать — Вольная Светлана Сергеевна — учитель русского языка, литературы и немецкого языка. Сергей окончил электромеханический факультет Московского энергетического института (МЭИ).

## Музыкальная карьера
Интересовался музыкой с детства, пел в детском хоре, играл на баяне. Ещё в школе играл и пел в группе на танцах. С 10 лет Сергей участвует в областных детских конкурсах. В армии был полковым запевалой. Отслужив и вернувшись домой в Воскресенск, принял решение переехать из области в Москву.
Музыкальным наставником певца стал известный исполнитель, композитор и автор песен Владимир Маркин, который также учился в то время в МЭИ. Именно институт стал первой серьёзной концертной площадкой Сергея: в стенах диско-клуба «Претензия» он пел и был диджеем. Но нестабильное положение в семье вынудили уже к тому времени состоявшегося артиста забыть на долгое время о сцене. Занимаясь бизнесом, Сергей продолжал писать стихи и просто не мог жить без караоке. Вновь профессионально занялся музыкой Сергей только в 2013 году.
В конце 2013 года Сергей Вольный приступает к записи сольных треков. Стихи, написанные за многие годы, легли в основу большинства песен альбома «Для настроения» (2015 г.). Саунд-продюсером и соавтором дебютного альбома выступил талантливый композитор Дмитрий Дубинский, известный по трекам: «Я счастливый» (Григорий Лепс), «Мы боимся любить» (Валерия), «Письмо души» (Батырхан Шукенов), «Едва дыша» (Митя Фомин), «Ты должна рядом быть» (Дима Билан), «Шанель» (Ирина Круг) и других. В содружестве с композитором родились такие хиты как «Для настроения», «Почему», «Ты самая». «Поздняя любовь» и «Любовница» — дуэтная песня с Настасией (Анастасией Ковалевой), экс-участницей группы «Стрелки». Каждая песня Сергея Вольного — это история из его жизни или жизни его друзей. Первый альбом записан в традициях русской эстрады. Его песни звучат на различных радиостанциях, среди которых «Шансон», «Радио Дача», «Хорошее FM» и другие.
В 2014 году Сергей выступил на фестивале памяти Аркадия Северного в Санкт-Петербурге. Начиная с 2015 года он активно гастролирует. В марте 2016 года прошёл концертный тур с Катериной Голицыной по Краснодарскому краю. Участвует в международном фестивале «Юрмала-Шансон» (2015—2016 гг.), фестивале «Берега-Израиль» (2015 г.), «Шансон над Волгой» в г. Тольятти (2016 г.). 2 декабря 2015 года в театре Надежды Кадышевой «Золотое кольцо» с аншлагом прошёл сольный концерт Сергея Вольного в поддержку альбома «Для настроения». Артист выступил с расширенным составом музыкантов и разнообразной концертной программой, чередуя исполнение юмористичных и ироничных песен («Мужики», «Овца», «Квартира напрокат» и др.) с лирическими. На одном из концертов решил обыграть песню «Для настроения», введя в концертную программу элемент силового шоу, и теперь на каждом концерте рвёт настоящие резиновые грелки. В 2016 году выпустил песню «Миллион [Айфон]» — неофициальный гимн гаджета IPhone 7. В конце 2016 года снялся в реалити-шоу «Охота» на НТВ.

## Личная жизнь
Был женат дважды, трое детей: старшая дочь Александра (от первого брака), дочь Анна и сын Никита (от второго брака).
Сергей является заядлым мотоциклистом, владеет Harley-Davidson Softail. Профессионально стреляет из лука и занимается охотой.

## Отзывы
«Я слежу за творчеством Сергея всю жизнь. Мы вместе прошли через разные творческие институты. Он сделал себя сам, добился многого, и не только в музыке. И сейчас Сергей идет по правильному пути: он сам себе продюсер».— Владимир Маркин, певец, предприниматель, композитор и автор песен.

«Слушатель хочет чувствовать артиста на концерте: радоваться, грустить с ним, понимать его. Сергей поет в основном о себе, о своем опыте, о своей жизни. Это подкупает и меня, и слушателя».— Катерина Голицына, певица.

«Сергей очень харизматичный исполнитель. Но несмотря на задорный и разбитной характер это человек с очень тонкой душевной организацией. Человек, способный „пустить слезу“ от красивого стихотворения и „покрыться мурашками“ от проникновенной музыки. Одним словом, личность, творческая во всех проявлениях. Поэтому наш тандем, в котором Сергей выступает как автор почти всех текстов, всегда найдет тему для обсуждения, и „да не иссякнет канал связи с космосом!“».— Дмитрий Дубинский, композитор, исполнитель, аранжировщик и саунд-продюсер.

## Дискография

### «Для настроения» (2015)
1. Для настроения (Муз. Дмитрий Дубинский, сл. Сергей Вольный)
2. Воспрещен вход (Муз.и сл. Анастасия Ковалева)
3. Повело налево (Муз. Дмитрий Дубинский, сл. Сергей Вольный)
4. Овца (Муз. Дмитрий Дубинский, сл. Сергей Вольный)
5. Летать (Муз. Дмитрий Дубинский, сл. Сергей Вольный)
6. Любовница (соло) (Муз.и сл. Сергей Пинсон)
7. До фонаря (Муз. Дмитрий Дубинский, сл. Сергей Вольный)
8. Ё-моё (Муз. Дмитрий Дубинский, сл. Сергей Вольный)
9. Рыжий (Муз. Дмитрий Дубинский, сл. Сергей Вольный)
10. Почему (Муз. Дмитрий Дубинский, сл. Сергей Вольный)
11. На худой конец (Муз. Дмитрий Дубинский, сл. Сергей Вольный)
12. Мужики (Муз. Дмитрий Дубинский, сл. Сергей Вольный)
13. Серёга (Муз. Дмитрий Дубинский, сл. Сергей Вольный)
14. Мама (Муз. Дмитрий Дубинский, сл. Ирина Гаша и Дмитрий Дубинский)
15. День Рождения (Муз. Дмитрий Дубинский, сл. Сергей Вольный)
16. Любовница (дуэт с Настасией) (Муз.и сл. Сергей Пинсон)

### «Два настроения» (2017)
- 1. Не разлюбим (Муз. Дмитрий Дубинский, сл. Сергей Вольный)
- 2. Поздняя любовь (Муз. Дмитрий Дубинский, сл. Сергей Вольный)
- 3. Ищем счастье (Муз. Дмитрий Дубинский, сл. Ольга Романова)
- 4. Батя (Муз. Дмитрий Дубинский, сл. Сергей Вольный)
- 5. Ты самая (Муз. Дмитрий Дубинский, сл. Сергей Вольный)
- 6. Я влюбился (Муз. Дмитрий Дубинский, сл. Сергей Вольный)
- 7. Мой друг (Муз. Дмитрий Дубинский, сл. Сергей Вольный)
- 8. Скажи (Муз. Дмитрий Дубинский, сл. Сергей Вольный)
- 9. Теряем и находим (Муз. Дмитрий Дубинский, сл. Сергей Вольный)
- 10. Нету женщин некрасивых (Муз. Дмитрий Дубинский, сл. Сергей Вольный)
- 11. Завтра будет лучше (Муз. Дмитрий Дубинский, сл. Сергей Вольный)
- 12. А я люблю девчонок (Муз. Дмитрий Дубинский, сл. Сергей Вольный)
- 13. Зарплата (Муз. Дмитрий Дубинский, сл. Сергей Вольный)
- 14. Катманда (Муз. Дмитрий Дубинский, сл. Сергей Вольный)
- 15. Квартира напрокат (Муз. Дмитрий Дубинский, сл. Сергей Вольный)
- 16. Какая девчонка (Муз. Дмитрий Дубинский, сл. Сергей Вольный)
- 17. Свадебная (Муз. Дмитрий Дубинский, сл. Сергей Вольный)
- 18. Миллион (Муз. Дмитрий Дубинский, сл. Сергей Вольный)
- 19. Нету женщин некрасивых (ремикс) (Муз. Дмитрий Дубинский, сл. Сергей Вольный)
- 20. Миллион (ремикс) (Муз. Дмитрий Дубинский, сл. Сергей Вольный)

### «Никогда не поздно» (2022)
- 1. Никогда не поздно (муз. Д. Дубинский, сл. С. Вольный)
- 2. Насильно мил не будешь (муз. Д. Дубинский, сл. С. Вольный)
- 3. Непонятно (муз. Д. Дубинский, сл. А. Ольханский)
- 4. Третий лишний (муз. А. Федорков, сл. С. Вольный)
- 5. Другая (муз. Д. Шевелёв, сл. С. Вольный)
- 6. Я прошу прощения (муз. Д. Дубинский, сл. С. Вольный)
- 7. На двоих (муз. Д. Дубинский, сл. С. Вольный)
- 8. Есть ли у дождя душа? /feat. Н. Шистеров/ (муз. Д. Дубинский, сл. С. Вольный,Н. Шистеров)
- 9. Прохожий (муз. Д. Шевелёв, сл. С. Вольный)
- 10. Улыбайся (муз. Д. Прянов, сл. С. Вольный)
- 11. В деревню (муз. Д. Дубинский, сл. С. Вольный)
- 12. Ой, да не вечер (русская народная песня)

### «Женщина всегда права» (2023)
- 1. Женщина всегда права
- 2. День рождения
- 3. Для настроения
- 4. Любовница
- 5. Никогда не поздно
- 6. Другая
- 7. Я прошу прощения!
- 8. Ты самая
- 9. Прохожий
- 10. Улыбайся
- 11. Русская душа
- 12. В деревню
- 13. Не спеши
- 14. Завтра будет лучше
- 15. Есть ли у дождя душа? (дуэт с Никитой Шистеровым)

### Видеография
- 2015 — «Любовница» — дуэт с певицей Настасией (Анастасией Ковалевой). Режиссёром клипа выступила Елена Кипер[13].
- 2016 — «Для настроения» — клип сделан на основе материалов с гастролей по Краснодарскому краю в марте 2016 г.
- 2017 — «Воспрещен Вход» - Муз. и сл. Анастасия Ковалева. Режиссер - Рустем Нуриев.
- 2017 — «Я влюбился» - Муз. Д.Дубинский, сл. С.Вольный. Съёмки, монтаж Роман Данилин, клип снят в октябре 2017 года.
- 2020 — «Есть ли у дождя душа?» - Муз. Дмитрий Дубинский, Сл. Сергей Вольный. Режиссер и монтаж - Роман Данилин.
- 2021 — «Другая» - Муз. Дмитрий Шевелёв, Сл. Сергей Вольный. Режиссер и монтаж - Егор Зезюков.
- 2022 — «Русская душа» - Муз. Дмитрий Шевелёв, Сл. Сергей Вольный.

## Наиболее Известные Песни
- 2014 — «Вперёд»
- 2014 — «Воспрещён вход»
- 2014 — «Почему»
- 2015 — «Поздняя Любовь»
- 2015 — «Любовница», Настасия (Анастасия Ковалева)
- 2015 — «Для Настроения»
- 2015 — «До Фонаря»
- 2016 — «День Рождения»
- 2016 — «Россия»
- 2016 — «Треугольник», Настасия (Анастасия Ковалева)
- 2016 — «Миллион» (Айфон)
- 2016 — «Не разлюбим»
- 2017 — «Теряем и Находим»
- 2017 — «Ищем Счастье»
- 2017 — «А я люблю девчонок»
- 2017 — «Нету женщин некрасивых»
- 2017 — «Ты Самая»
- 2018 — «В Деревню»
- 2018 — «Завтра будет Лучше»
- 2019 — «Непонятно»
- 2019 — «Я прошу Прощения»
- 2020 — «Есть ли у дождя душа?» (Никита Шистеров)
- 2020 — «Никогда не поздно»
- 2021 — «Другая»
- 2022 — «Улыбайся»
- 2022 — «Насильно мил не будешь»
- 2022 — «Не спеши»
- 2022 — «Русская душа»
- 2023 — «Женщина всегда права»

### Участие на студии - "Ночное Такси" (СПБ)
1. «Вперёд», «Воспрещён вход» (2014)
2. «До Фонаря», «Любовница», Настасия (Анастасия Ковалева) (2015)
3. «Россия», «Треугольник», Настасия (Анастасия Ковалева) (2016)

### Участие на фестивале - "Юрмала Шансон" (Латвия)
1. «Повело Налево», «Воспрещён вход» (2014)
2. «Для Настроения», «Любовница» (2015)
3. «А я люблю девчонок» (2016)
4. «Ты Самая», «Любовница» (2017)

### Участие на "Ээхх, Разгуляй"
| Год  | Песня              |
| ---- | ------------------ |
| 2018 | Завтра будет Лучше |